# Lucia Crisanti
Lucia Crisanti (née le 16 mars 1986 à Foligno, dans la province de Pérouse, en Ombrie) est une joueuse italienne de volley-ball. Elle mesure 1,86 m et joue au poste de centrale. Elle totalise 100 sélections en équipe d'Italie.

## Clubs
| Club              | Pays   | De        | À         |
| ----------------- | ------ | --------- | --------- |
| Pallavolo Foligno | Italie | 1999-2000 | 2000-2001 |
| Trevi Volley      | Italie | 2001-2002 | 2002-2003 |
| Club Italia       | Italie | 2003-2004 | 2003-2004 |
| Sirio Perugia     | Italie | 2004-2005 | 2008-2009 |
| Busto Arsizio     | Italie | 2009-2010 | 2010-2011 |
| Tiboni Urbino     | Italie | 2011-2012 | 2012-2013 |
| LJ Volley         | Italie | 2013-2014 | …         |

## Palmarès

### Équipe nationale
- Championnat d'Europe
  - Vainqueur : 2009.

### Clubs
- Ligue des champions
  - Vainqueur : 2006, 2008.
- Coupe de la CEV
  - Vainqueur : 2005, 2007, 2010.
- Championnat d'Italie
  - Vainqueur : 2005, 2007.
- Coupe d'Italie
  - Vainqueur :  2005, 2007.
- Supercoupe d'Italie
  - Vainqueur: 2007.

### Récompenses individuelles
- Ligue des Champions de volley-ball féminin 2008-2009: Meilleure serveuse.
- Coupe de la CEV féminine 2009-2010: Meilleure contreuse.